# Blue Hill (Sainte-Hélène)
Pour les articles homonymes, voir Blue Hill.
Blue Hill est l'un des huit districts de Sainte-Hélène faisant partie du Territoire britannique d'outre-mer de Sainte-Hélène, Ascension et Tristan da Cunha. Situé à l'ouest de l'île, son siège est la localité de Blue Hill Village bien que le principal village soit Barren Ground.

## Géographie
Le district administre les îlets de Egg Isle, Peak Isle et Speery Isle.